# Електротонични потенцијал
Електротонични потенцијал јесу локалне градиране, непропагирајуће промене мембранског потенцијала у правцу деполаризације или хиперполаризације. Амплитуда електротоничног потенцијала зависи од интензитета дражи и опада са временом и дистанцом. Могу да се сумирају и тако доведу мембрански потенцијал до праговног потенцијала на којем се генерише акциони потенцијал. Настају под дејством субпраговних електричних дражи у експерименталним условима (кателектротонус и анелектротонус), а ин виво – под утицајем адекватног стимулуса у рецепторима, нервним и нервномишићним синапсама – предходник акционог потенцијала неопходан за његов настанак и пропагацију.
У физиологији, електротонус се односи на пасивно ширење наелектрисања унутар неурона и између ћелија срчаног мишића или ћелија глатких мишића. Пасивно значи да промене у проводљивости мембране зависне од напона не доприносе. Неурони и друге ексцибилне ћелије производе две врсте електричног потенцијала:
- Електротонични потенцијал (или степеновани потенцијал), непропагирани локални потенцијал, који је резултат локалне промене јонске проводљивости (нпр. синаптички или сензорни који ствара локалну струју). Када се шири дуж дела мембране, постаје експоненцијално мањи (декремент).
- Акциони потенцијал, пропагирани импулс.

Електротонски потенцијали представљају промене мембранског потенцијала неурона које не доводе до стварања нове струје акционим потенцијалима. Међутим, сви акциони потенцијали покрећу се електротонским потенцијалима који деполаришу мембрану изнад граничног потенцијала који претвара електротонични потенцијал у акциони потенцијал. Неурони који су мали у односу на своју дужину, као што су неки неурони у мозгу, имају само електротоничне потенцијале (верује се да ове особине имају амакрине ћелије у облику звезданог праска у ретини); дужи неурони користе електротоничне потенцијале да покрену акциони потенцијал.

## Разлике између акционог потенцијала и електротоничног потенцијала
Прва разлика између ове две врсте промене јесте њихова амплитуда. Електротонични потенцијал је градуисани феномен: његова амплитуда је променљива и зависи од јачине саблиминалног стимулуса. Акциони потенцијал се понаша према закону "све или ништа"; то је експлозивна појава.
Када се потенцијал мембране смањи за једно 7-15 mV, електрични потенцијал почиње стрмије да расте, што указује на то да нервно влакно више не реагује као до тада чисто пасивно. Ако се на аксон примени још већи електрични стимулус, достиже се ниво паљења (промена потенцијала је око 20 mV) и градуисани феномен, електрични потенцијал, нагло прелази у неградуисану, експлозивну појаву, у акциони потенцијал, пасивна електрична појава прелази у активну.
Друга разлика се односи на начин њиховог простирања. Нервни импулс се простире кроз нервно влакно без декремента, односно амплитуда акционог потенцијала је константна. Супротно томе, електротонични потенцијал је локални феномен који се простире кроз нервно влакно са декрементом. У ствари, амплитуда електротоничног феномена је максимална у близини стимулирајуће електроде, а са удаљавањем, она опада и више се не појављује.
За разлику од акционог потенцијала, електротонични не оставља за собом стање рефрактности и могу се надовезати један на други.